# Semiotica del gender
Semiotica del gender (genere) è lo studio semiotico che riguarda l'attribuzione del genere identificativo nella società. Per il genere si intende il sesso con cui una persona nasce e successivamente si identifica: maschile, femminile o no binary (non binario).
Il termine gender viene coniato a livello scientifico per la prima volta da Gayle Rubin nel 1975. 

Bandiera Transgender

Bandiera LGBT+

## Semiotica del gender

### Cosa è il gender
Con il termine gender (genere) si intende la costruzione della nostra identità individuale, sociale, culturale e soggettiva legata o no all'appartenenza di un sesso.
La nascita del concetto di genere è correlata con la storia del femminismo. Il termine fa la sua prima apparizione scritta nel saggio Il Secondo Sesso di Simone de Beauvoir, ma solo nel 1975 viene analizzato scientificamente e linguisticamente per via di Gayle Rubin. Lo studio del gender, chiamati anche Women's studies, nelle Università avviene grazie alle teorie di Rosi Braidotti, Judith Butler, Teresa de Lauretis e Donna Haraway.

### Uso del gender nella lingua comune
Per capire cosa è il gender all'interno della semiotica bisogna capire il suo uso nella lingua comune perché "la lingua inscrive e simbolizza all'interno della sua stessa struttura la differenza sessuale, in forma già gerarchizzata e orientata".
Tradizionalmente si tende a unire il sesso con cui si nasce all'obbligo di essere rappresentati con quel sesso nelle società: donna o uomo.
La società è una "società EE" e non accetta gli Altri.
Tuttavia, il progresso ha fatto sì che si ribaltasse la concezione del sesso biologico portando alla luce la concezione dell'identità di genere, cioè il sesso con cui un soggetto si sente rappresentato, che può essere uguale o diverso dal sesso con cui una persona nasce.
Questo è possibile per via dell'esistenza delle persone androgine che nel corso della crescita tendono a identificarsi come persone da identità sessuale non binaria.
"[...] l'Uomo [...] è mostruoso anche per la sua pretesa di includere al contempo le donne pur nominandosi al maschile. [...] l'Uomo è contemporaneamente l'intera specie umana e uno dei suoi due generi. È neutro e maschile. È tutt'e due, nessuno dei due e uno dei due".

### Semiotica del gender
Louis Hjelmslev, Roland Barthes e Algirdas J. Greimas danno forma alla semiotica strutturale: il linguaggio è un sistema, una struttura portatrice di un significato specifico che viene inteso nell'atto della decodifica. Charles Sanders Peirce definisce il segno come “qualcosa che per qualcuno sta per qualcosa sotto qualche aspetto o capacità”. Umberto Eco, invece, sostiene una concezione di segno come rinvio basato su un meccanismo interpretativo inferenziale, che funziona all'interno dell'enciclopedia di cui è fatta una cultura. Questo significa che ciascuno interpreta una parola con la propria enciclopedia. Tuttavia, nonostante la varietà delle menti, ogni enciclopedia mentale interpreta "uomo" e "donna" nello stesso modo. In effetti, per Jurij Lotman, gli elementi che definiscono la cultura sono due: il fatto che essa contenga informazioni e il fatto che queste informazioni siano tramandate. Questo accade anche perché la nostra capacità di pensare i concetti è basata su etichette linguistiche: "la letteratura, la musica, la religione, la moda, danno forma al modo di pensare delle persone grazie alla loro capacità di organizzare e rendere comprensibile la realtà." Ognuno ha un'interpretazione propria del significato dovuto alla posizione sociale in cui uno si trova e alla sua esperienza.
Per quanto riguarda il significato del segno "gender", da quando è stato coniato a livello scientifico, ha aperto una nuova porta sulla visione della sessualità. Il termine apre un dibattito su cosa è femminile e maschile, categorie in cui si tende a dividere qualsiasi professione, abbigliamento, modo di comportarsi, il salario e altro. Si arriva alla conclusione che il genere è una costruzione sociale per quanto riguarda i modi in cui un essere umano è obbligato a vivere per via del sesso con cui è nato. "Il testo è dunque intessuto di spazi bianchi, di interstizi da riempire [...] perché un testo è un meccanismo pigro (o economico) che vive sul plusvalore di senso introdottovi dal destinatario [...] un testo vuole lasciare al lettore l'iniziativa interpretativa, anche se di solito desidera essere interpretato con un margine sufficiente di univocità. Un testo vuole che qualcuno lo aiuti a funzionare". Dunque, semiotica studia il gender per capire in che modo i media e la realtà sociale interagiscono tra loro nella costruzione di significati. Questo studio si è anche soffermato sulla rappresentazione del genere all'interno delle opere cinematografiche. Questo perché nel modello greimasiano le strutture discorsive esistono come attualizzazione delle strutture semio-narrative. Sono il livello in cui la parte più manifesta del testo prende forma, per esempio attraverso la messa in scena di tempi, luoghi e attori. Ma nel mondo registico è necessario trasformare la narrazione astratta in tematica e figurativa attraverso significati semantici di facile comprensione.
"Il cinema è una macchina che interpreta l'immaginario, lo produce/riproduce in forme molteplici e ne amplifica la diffusione e la penetrazione sociale, è un grande produttore/riproduttore di finzioni e di figure, di scene e di stereotipi."

## Esempi
Per dare un'idea più concreta del gender è bene prendere l'esempio portato da Teresa de Lauretis. La scrittrice ha ipotizzato l'esistenza di un soggetto “eccentrico rispetto al campo sociale, ai dispositivi istituzionali, al simbolico, allo stesso linguaggio”. Questo soggetto eccentrico, per de Lauretis, si aliena alle formazioni culturali dominanti, tra cui, principalmente, l'ideologia del genere che prevede la scelta rappresentativa del proprio io in due generi accettabili socialmente: maschile e femminile.
La modalità attraverso cui è possibile sfuggire a questa ideologia, secondo de Lauretis, è l'allontanamento da un soggetto unitario, unicamente diviso tra mascolinità e femminilità.
"The construction of gender is both the product and the process of its representation."
I personaggi cinematografici non sono dei token ma type, entità astratte che si utilizzano per la rappresentazione di qualcosa di reale. Per questo motivo, come scrivono Laplanche e Pontalis, riprendendo il discorso sulla fantasia di Freud, non vi dovrebbero esserci dei limiti basati sul sesso biologico, del genere e della preferenza sessuale.
Stefano Alpini in uno dei suoi libri scrive dell'importanza della percezione visiva "come chiave del modo in cui gli individui apprendono e si sviluppano [...]".
Cristina De Maria con Aura Tiralongo nel loro libro sulle teorie del genere hanno ripercorso "le teorie sulla spettatrice cinematografica e televisiva [...]" arrivando alla conclusione che "le rappresentazioni cinematografiche vengono contestualizzate nell'ambiente sociale in cui sono fruite".
Ad esempio, un film come Titanic contiene in sé non solo la storia di una nave, ma anche lo scambio identificativo del personaggio femminile Rose. Sempre in Titanic vi è un'inquadratura che riprende una scena di Via col vento, un film che utilizza la deumanizzazione dell'identità delle donne africane. Anche in questo caso vi è uno scambio identificativo, implicito, degli africani con gli animali. Questo atto di deumanizzazione avviene per via del periodo storico in cui viene ambientata la pellicola.
Studiare l'etimologia della parola "gender" attraverso il cinema è inevitabile e necessario perché "l'immagine [...] ha assunto la forza propria della concretezza della verità."

### Titanic
“Il risultato è che non abbiamo più di fronte un personaggio come individuo unico, irriducibile, ma un personaggio come elemento codificato: esso diventa una parte, o meglio ancora un ruolo, che punteggia e sostiene la narrazione.”
L'analisi dell'opera di Cameron e del personaggio di Rose non si concentra sulle sfumature caratteriali dell'eroina ma sugli atteggiamenti che lei assume e le azioni che compie: sottomissione alla madre, tentato suicidio, tradimento della fiducia familiare, cambio dell'identità.
Da un punto di vista storico, il film è un racconto romanticizzato della tragedia del transatlantico RMS Titanic; da un punto di vista semiotico, invece, l'opera mostra attraverso la similitudine l'inabissamento sia della nave sia della vita prestigiosa di Rose.
Titanic è la rappresentazione del valore profondo come la libertà e per questo motivo "viene prima tematizzato nell'evasione e nel viaggio e poi figurativizzato in una nave che solca l'oceano Atlantico": come Rose che scappa dalla sua vita nobile grazie a Jack. "Molto spesso le storie sono la messa in scena di trasformazioni nei ruoli tematici degli attori: vittime che diventano carnefici, buoni che diventano cattivi, prigionieri che diventano uomini (o donne) liberi."

### The Front Page

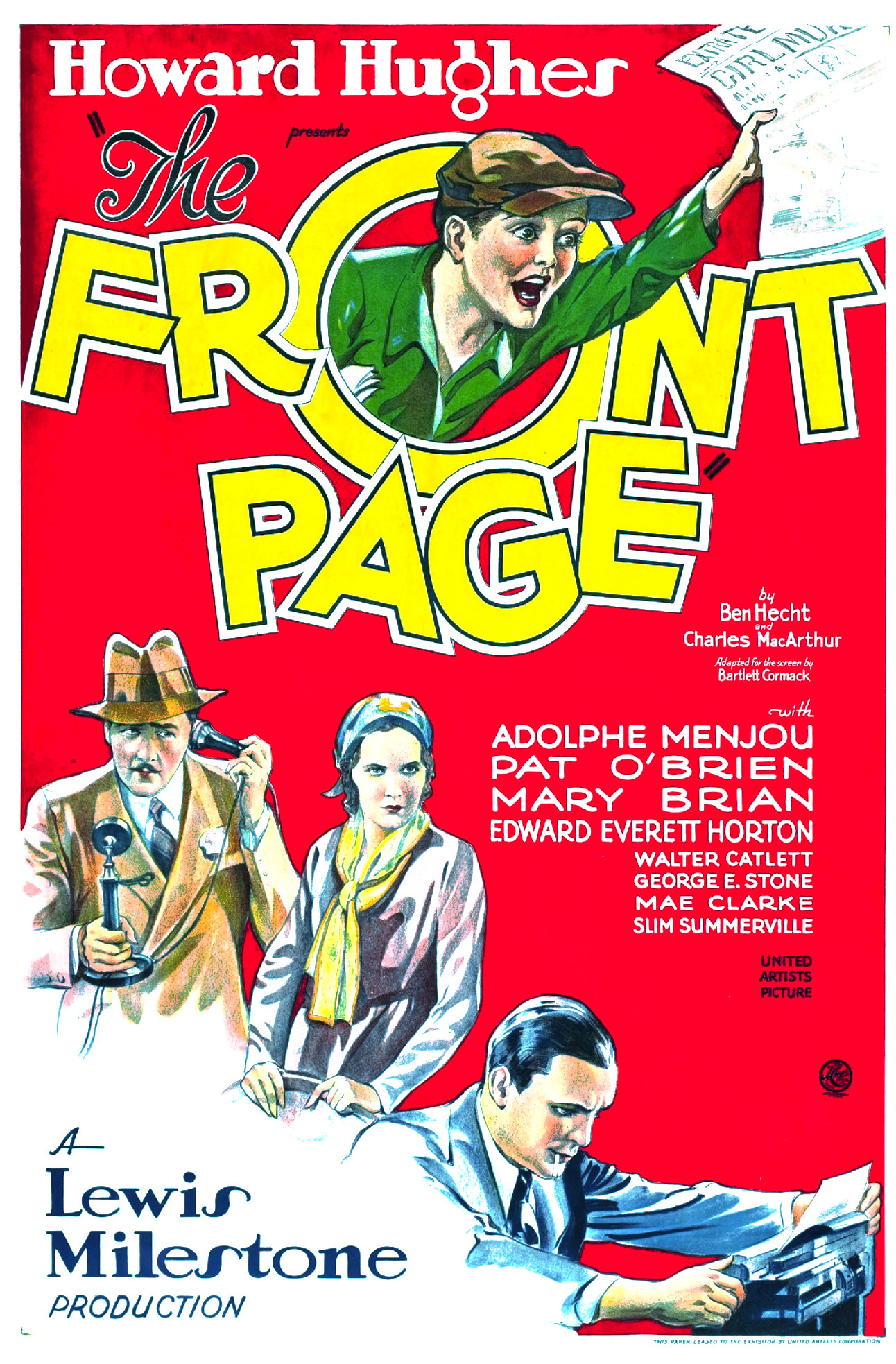
Locandina del film "The Front page"

Dopo l'arrivo del sonoro nel cinema, i censori divennero più stretti con ciò che poteva essere mostrato per prevenire le depravazioni del cinema. Tuttavia, la sessualità veniva dimostrata attraverso il travestimento. C'è, quindi, un modo di vedere un sesso in base a ciò che indossa. Prima dell'introduzione del Codice Hays la "classica definizione degli omosessuali come sissy frivoli e asessuati era più valida che mai". Nel 1934 il Codice subisce una modifica rigida per via della Chiesa cattolica che voleva bandire qualsiasi rappresentazione omosessuale. Questo è potuto accadere perché negli anni trenta vi era l'idea di una sola sessualità e di due soli generi, ma i diritti li possedeva solo chi nasceva maschio. I registi, tuttavia, non vollero smettere di rappresentare l'omosessualità e continuarono con la visione sissy dell'uomo portando così allo scherno gli uomini che provano un'attrazione sessuale verso gli uomini o preferivano indossare i capi femminili.
Questo fenomeno potrebbe essere spiegato attraverso la rappresentazione di Bensinger in The Front Page e His Girl Friday.
Milestone rappresenta Bensinger è rappresentato come una violetta, termine che veniva usato per indicare l'omosessualità bannata nel 1933.

### His Girl Friday
Nella rappresentazione di Hawks, Bensinger fa da damigella, sviene quando sente gli spari e parla delle proprie poesie e, per quegli anni un comportamento prettamente "da donna", è mostrato come Bensinger pulisce la cornetta del telefono personale dopo che qualcun altro ne ha fatto l'uso. "Nessuno tentava di parlare apertamente di omosessualità nei film prima del 1960", disse Gore Vidal a riguardo del lavoro di sceneggiatore.

### Just Imagine e The Warrior's Husband
La semiotica del gender fa ricorso anche allo studio cinematografico perché il cinema è un professore non qualificato che insegna. Durante gli anni il cinema ha insegnato a denigrare e prendere in giro chi non si comporta nel modo in cui si deve comportare in base al proprio sesso biologico. Tutto ciò è accaduto perché il cinema era creato dalle menti maschili che vedevano tutto ciò che è femminile brutto e, soprattutto, sinonimo di debole. Per cui, analizzare il linguaggio del genere attraverso il cinema e la sua comunicazione è uno dei primi passi per spiegare per quale motivo quando si parla del sesso biologico si creano dei disagi. "La società eterosessuale ha interesse a mantenere in una posizione indefinita e indefinibile i rapporti omosessuali perché nella realtà sono considerati una minaccia al sistema di vita basato sulla famiglia."
Just Imagine e The Warrior's Husband sono due film fantasy sia perché sono ambientati in epoche e pianeti differenti sia perché sono film matriarcali: sono le donne ad avere il pieno potere.